# 井上昌己 (競輪選手)
井上 昌己（いのうえ まさき、1979年7月25日 - ）は、日本の競輪選手、自転車競技選手。長崎県長崎市出身。日本競輪選手会長崎支部所属、ホームバンクは佐世保競輪場。日本競輪学校（当時。以下、競輪学校）第86期生。師匠は平尾昌也（58期）。実父は元競輪選手の井上日出男（32期）。

## 経歴・人物
デビューまで
中学から高校までは陸上競技を行なっており、筑陽学園高等学校在学中には八種競技でインターハイを優勝している。高校卒業後は父の影響もあり競輪の選手を見据えて自転車競技に転向し、国体のスプリント種目で優勝を果たした後、競輪学校へ入学した。
デビュー、アテネ銀メダリスト、GPレーサーへ
初出走は2001年8月4日の佐世保競輪場で、初勝利も同レース。
デビュー後も競輪競走のかたわらで自転車競技を続け、ナショナルチームのメンバーとして選抜された2004年のアテネオリンピックでは、伏見俊昭（第2走）・長塚智広（第1走）と共にチームスプリント種目で銀メダルを獲得した（報奨金は各選手4000万円）。
第3走の座は永井清史と争っていたが、選ばれたのはゲーリー・ウエスト監督の総合的な判断の他、1000mでのタイム比較や長塚・伏見の強い希望も大きかったといわれる。
しかしこの時の練習による反動で、五輪決勝当日にも発生した腰痛に一時期悩まされたが、後に克服して2006年4月に世界選手権自転車競技大会への出場を果たすと、9月には第49回オールスター競輪で優勝し、遂に競輪においてもトップ選手の仲間入りを果たした。年末のKEIRINグランプリ06は吉岡稔真の引退レースとなったが、吉岡－合志－井上と、最終的に九州三番手を固めた。
2008年には、年頭の小倉競輪祭決勝戦で、山崎芳仁・小嶋敬二といった横綱級の選手と真っ向からぶつかり優勝。地元九州地区のGIタイトルを手にしたことで、計り知れないほどの大きな自信を得ることになり、同年12月30日に行われたKEIRINグランプリ08では永井清史のダッシュに離れた小嶋の番手につけ、直線で小嶋を交わし、インを突いた平原康多の追撃を振り切り優勝。賞金1億円を獲得し、GPレーサー（歴代16人目の覇者）と賞金王の称号を得た。
2025年4月14日、青森FI最終日第9レース（特選）で勝利し、通算500勝を達成。S級創設（1983年4月）以降、女子（5人）を含めて通算63人目の記録で、登録日から23年10か月13日、通算1816戦目での達成であった。規程に基づき、後日JKAより表彰予定。

## 主な獲得タイトルと記録
- 2006年 - オールスター競輪（花月園競輪場）
- 2008年 - 競輪祭（小倉競輪場）、KEIRINグランプリ08（平塚競輪場）
- 年間賞金王1回 - 2008年
- 通算500勝達成（表彰対象） - 2025年4月14日、青森競輪場

## 競走スタイル
自転車競技の実績から、競輪での先行や捲りの戦法については一線級の力を持つ。まだ絶対的な強さはないが、その若さから今後も期待が持たれている選手である。国体優勝時は当時アマの第一人者である中村真司（北海道）を一蹴する勝ち方を見せた。テクニックに長けた中村をまったく寄せ付けない脚力はその後の競輪界および自転車競技での活躍を予感させるものであった。
2014年5月に、松阪競輪場にて中川誠一郎の捲りを差し10秒4で1着。同場のバンクレコードを更新した。これは当時、全国の400mバンクにおける日本レコードタイ（2013年9月の名古屋・シェーン・パーキンスに並ぶ）でもあった（その後、同年7月にフランソワ・ペルヴィスが岸和田にて10秒3を記録）。なお、この10秒4は2025年4月時点でも松阪競輪場バンクレコードである。
このほか、門司競輪場（2002年3月廃止）のバンクレコードも保持している。